# Ентолома садова їстівна
Ентолома садова їстівна (Entoloma clypeatum (L. ex Fr.) Kumm.) — вид умовно-їстівних грибів родини ентоломових (Entolomataceae).

## Будова
Шапинка 4-10(12) см у діаметрі, дуже щільнотовстом'ясиста, асиметрична, неправильно конусоподібна, опукло- або увігнуторозпростерта, з великим горбочком, з нерівним, тріщинуватим, часто лопатевим краєм, брудно-біла, сіра, жовтувато- або коричнювато-сіра, луската, тріщинувата, клейкувата, згодом суха.
Гіменофор пластнчастий. Пластинки білі, брудно-білі, згодом сірувато-рожеві.
Спорова маса брудно-рожева. Спори 8-10 х 7.5-10 мкм, кутастокулясті.
Ніжка 5-10 Х 1-3 см, з підземним виростом, дуже щільна, з ум'ятинами, біла.
М'якуш щільний, білий, із запахом борошна, приємний на смак.

## Поширення та середовище існування
Поширена в Лісостепу та степу. Росте на ґрунті, в садах, полезахисних смугах, у насадженнях яблук, абрикос, вишень, іноді під іншими кісточковими, групами. Збирають навесні, у травні, червні.

## Практичне використання
Смачний умовно-їстівний гриб. Перед вживанням відварюють 20 хвилин. Використовують смаженим, тушкованим про запас — засолюють.